# Авраамий Мирожский
Авраа́мий Миро́жский (ум. 24 сентября 1158) — святой Русской православной церкви. Известен как строитель и первый игумен псковского Спасо-Преображенского монастыря.
Сведений о жизни Авраамия Мирожского сохранилось очень мало.
Скончался 24 сентября 1158 года. Похоронен, предположительно, в монастыре в Преображенском соборе. Дата его смерти известна из святцев XVII века.
Местная канонизация Авраамия Мирожского, предположительно, была совершена до начала XVII века. 10 апреля 1987 года Авраамий Мирожский был включён в Собор Псковских святых. День памяти отмечается 24 сентября и в третью неделю по Пятидесятнице.